# Парадоксы электрона
Парадоксы электрона — парадоксы классической электродинамики, вытекающие из предположения о точечном характере электрона.
Если предположить наличие конечных размеров у электрона, то электрон должен быть либо абсолютно твёрдым, либо сжимаемым телом.
Существование абсолютно твердых тел невозможно вследствие требования релятивистской инвариатности теории относительности. Если предположить, что электрон сжимаем, то должны существовать возбуждённые состояния электрона, а на опыте они не обнаружены. Другой проблемой протяженного электрона является необходимость использования неэлектромагнитных сил, препятствующих кулоновскому отталкиванию. В результате нарушается релятивистская инвариантность теории.
Согласно экспериментам по сверхточному определению магнитного момента электрона (Нобелевская премия 1989 года), размеры электрона не превышают 10−20 см).
Существует и точка зрения, согласно которой размеры электрона приблизительно равны его комптоновской длине волны, а попытки исследовать его внутреннюю структуру бессмысленны, так как для этого нужно использовать внешнее поле с длинами волн, меньшей чем комптоновская длина волны электрона. В таком поле могут возникать новые электроны (в парах электрон-позитрон). Вследствие принципа тождественности частиц новые электроны невозможно отличить от исследуемого. Также как ветры - независимы от направления.
В квантовой электродинамике электрон рассматривается как материальная точка, лишённая внутренней структуры. В уравнения квантовой электродинамики для описания электрона входят масса, заряд и спин электрона.

## Электростатическая энергия электрона
Рассматривая электрон как равномерно заряженный шар радиуса {\displaystyle R} с зарядом {\displaystyle e}, найдём, что энергия его электростатического поля равна {\displaystyle {\frac {3}{5}}{\frac {e^{2}}{R}}}. У точечного электрона радиуса {\displaystyle R=0} и энергия электростатического поля бесконечно велика, а, следовательно, бесконечно велика связанная с этой
энергией масса.
Парадокс бесконечной энергии электрона возникает и в рамках квантовой электродинамики. Точечный электрон окружен облаком виртуальных фотонов, излучаемых на сколь угодно малые расстояния и короткие сроки времени. Согласно принципу неопределённости для энергии и времени, их энергия тем больше, чем меньше их время жизни и проходимое расстояние. Если проходимое ими расстояние сколь угодно мало, то их энергия сколь угодно велика.
В отличие от классической электродинамики, в квантовой электродинамике электростатическая энергия электрона растёт при стремлении его радиуса к нулю {\displaystyle r\to 0} не как {\displaystyle r^{-1}}, а как {\displaystyle \ln(r^{-1})}
Парадокс бесконечно большой собственной энергии электрона имеет глубокий физический и философский смысл. Он указывает на необходимость коренного изменения понятий поля и пространства-времени для малых областей.

### Объяснение парадокса
Объяснение этого парадокса заключается в том, что классическая электродинамика не применима на достаточно малых расстояниях вследствие того, что при таких условиях она становится внутренне противоречивой теорией. Эти расстояния можно найти из условия
примерного равенства энергии электростатического поля {\displaystyle {\frac {e^{2}}{R_{e}}}} энергии покоя электрона {\displaystyle mc^{2}}. Получаем {\displaystyle R_{e}\approx {\frac {e^{2}}{mc^{2}}}} (классический радиус электрона). В действительности классическая электродинамика неприменима к рассмотрению электрона вследствие квантовых эффектов с расстояний {\displaystyle R_{e}\approx {\frac {\hbar }{mc}}} (комптоновская длина волны электрона).
В квантовой электродинамике этот парадокс разрешается путём применения метода перенормировки массы. Поправка к массе, обусловленная энергией электромагнитного поля электрона, мала по сравнению с массой электрона и является принципиально ненаблюдаемой величиной. Математический интеграл для её величины расходится не линейно, как в классической электродинамике, а логарифмически, благодаря тому, что электрон не может быть представлен волновым пакетом, меньшим чем его комптоновская длина волны.

## Взаимодействие электрона с собственным излучением
Описание взаимодействия электрона с собственным электромагнитным полем в процессе торможения собственным излучением содержит внутренние противоречия. Уравнение движения электрона в отсутствие внешней силы имеет вид {\displaystyle m{\dot {v}}={\frac {2e^{2}}{3c^{3}}}{\ddot {v}}}. Это уравнение кроме тривиального решения {\displaystyle v=const} имеет решение, в котором ускорение {\displaystyle {\dot {v}}} пропорционально {\displaystyle \exp {\frac {3mc^{3}t}{2e^{2}}}} и неограниченно возрастает со временем в противоречии с законом сохранения энергии.

### Объяснение парадокса
Истоки этого парадокса заключаются в бесконечной электромагнитной массе электрона. Конечная масса электрона в уравнениях электродинамики означает, что к массе электрона для компенсации бесконечной электромагнитной массы добавлена бесконечная отрицательная масса другого происхождения. Вычитание бесконечностей является не вполне корректной математической операцией и приводит, в том числе, и к данному парадоксу.

## Нуль-заряд электрона
Электрон окружен облаком виртуальных электронно-позитронных пар, экранирующих его заряд {\displaystyle e_{0}} (эффект электромагнитной поляризации вакуума). В результате этой экранировки его заряд {\displaystyle e_{R}}, наблюдаемый внешним наблюдателем, уменьшается по сравнению с зарядом {\displaystyle e_{0}} «голого» электрона. В результате вычислений с использованием метода перенормировки получаем формулу для связи этих двух величин:
{\displaystyle e_{R}^{2}=e_{0}^{2}{\Big (}1+{\frac {e_{0}^{2}}{12\pi ^{2}}}\ln {\frac {L^{2}}{m^{2}}}{\Big )}^{-1}}. Здесь: {\displaystyle L} — наибольший импульс элементарных частиц, при котором справедливы законы квантовой электродинамики, {\displaystyle m} — масса электрона. Если предположить, что законы квантовой электродинамики выполняются для точечного электрона, то есть при {\displaystyle L\rightarrow \infty }, то {\displaystyle e_{R}^{2}={\frac {12\pi ^{2}}{\ln {\frac {L^{2}}{m^{2}}}}}}. Таким образом, при {\displaystyle L\rightarrow \infty } получаем {\displaystyle e_{R}\rightarrow 0}, то есть обращение в нуль реально наблюдаемого заряда электрона.
На данный парадокс (любой конечный затравочный заряд экранируется до нуля) одними из первых обратили внимание учёные из Москвы, поэтому он иногда называется «московским нулем».

### Объяснение парадокса
Существуют четыре различных объяснения этого парадокса.
Одно объяснение считает этот результат следствием неприменимости законов квантовой электродинамики в области больших импульсов и малых расстояний.
Другое объяснение считает этот результат лишь следствием незаконного обращения с бессмысленными выражениями типа полученной формулы для наблюдаемого заряда электрона
Третье объяснение было дано с построением теории неабелевых калибровочных полей Янга-Миллса и объединением на его основе слабых
и электромагнитных взаимодействий..
Также существует гипотеза, что экранировка электрического заряда на малых расстояниях, за счёт виртуальных пар ещё неизвестных элементарных частиц с большими массами, сменяется антиэкранировкой, подобной той, какую осуществляют глюоны в квантовой хромодинамике.

## Взаимодействие электрона с нулевыми колебаниями электромагнитного поля
Средние квадраты смещений и скорости точечого электрона при его взаимодействии с нулевыми колебаниями электромагнитного поля оказываются бесконечно большими: {\displaystyle \langle x^{2}\rangle ={\frac {2e^{2}\hbar }{\pi m^{2}c^{3}}}\int _{\nu _{0}}^{\infty }{\frac {d\nu }{\nu }}}, {\displaystyle \langle {\dot {x}}^{2}\rangle ={\frac {2e^{2}\hbar }{\pi m^{2}c^{3}}}\int _{\nu _{0}}^{\infty }\nu d\nu }. Здесь {\displaystyle e} — заряд электрона, {\displaystyle \hbar } — постоянная Планка,
{\displaystyle m} — масса электрона, {\displaystyle c} — скорость света, частота {\displaystyle \nu _{0}} зависит от энергии связи электрона. Поэтому энергия взаимодействия точечного электрона {\displaystyle E_{F}} с нулевыми колебаниями электромагнитного поля оказывается бесконечно большой: {\displaystyle E_{F}={\frac {m}{2}}\langle {\dot {x}}^{2}\rangle ={\frac {e^{2}\hbar }{\pi mc^{3}}}\int _{\nu _{0}}^{\infty }\nu d\nu }.

### Объяснение парадокса
Взаимодействие нулевых колебаний электромагнитного поля с виртуальными электронно-позитронными парами вакуума, особенно заметное для частот, превышающих {\displaystyle {\frac {2mc^{2}}{\hbar }}}, приводит к существенной экранировке электромагнитного поля нулевых колебаний вакуума. Математически это выражается в конечности среднего квадрата смещений электрона и логарифмической расходимости выражения для энергии флуктуаций электрона: {\displaystyle \langle x^{2}\rangle ={\frac {2e^{2}\hbar }{\pi m^{2}c^{3}}}\ln({\frac {fmc^{2}}{\hbar \nu _{0}}})}, где {\displaystyle f} — множитель порядка единицы. {\displaystyle \langle {\dot {x}}^{2}\rangle ={\frac {2e^{2}\hbar }{\pi m^{2}c^{3}}}\left[\int _{0}^{\frac {2mc^{2}}{\hbar }}\nu d\nu +({\frac {mc^{2}}{\hbar }})^{2}\int _{\frac {2mc^{2}}{\hbar }}^{\infty }{\frac {d\nu }{\nu }}\right]}. Энергия взаимодействия точечного электрона с флуктуациями электромагнитного поля: {\displaystyle E_{F}={\frac {m}{2}}\langle {\dot {x}}^{2}\rangle ={\frac {e^{2}}{\pi \hbar c}}mc^{2}\ln({\frac {f\hbar \nu _{max}}{mc^{2}}})}, где {\displaystyle \nu _{max}} — частота обрезания. Для того, чтобы эта энергия осталась меньше полной энергии {\displaystyle mc^{2}}, связанной с массой электрона, достаточно принять размер электрона {\displaystyle a={\frac {c}{\nu _{max}}}>{\frac {\hbar }{mc}}\exp(-{\frac {\hbar c}{e^{2}}})\approx 10^{-70}} см.